# دره‌نی (باغ‌ملک)
دره‌نی، روستایی از توابع بخش مرکزی شهرستان باغ‌ملک در استان خوزستان ایران است.

## جمعیت
این روستا در دهستان هپرو قرار دارد و براساس سرشماری مرکز آمار ایران در سال ۱۳۸۵، جمعیت آن ۸۸۲ نفر (۱۷۷خانوار) بوده‌است.